# Maxwell (Nowy Meksyk)
Maxwell – wieś w Stanach Zjednoczonych, w stanie Nowy Meksyk, w hrabstwie Colfax.